# Чугун I
Чугу́н-1 (Чугун I) — станция Юго-Восточной железной дороги. Расположена на линии Грязи — Елец.
Станция находится в Правобережном округе города Липецка. Выход — к Богатырской улице и улице Пожарского. На северо-западе расположена Заводская площадь, центральная на Соколе.
Станция товарная. Была построена в начале XX века для нужд завода «Свободный сокол».
В 2008 году в связи с увеличением погрузки ОАО «Новолипецкий металлургический комбинат» и ОАО «Стагдок» руководством Юго-Восточной железной дороги было запланировано проложить между станциями Чугун-1 и Чугун-2 третий главный путь.